# Едуард VII
Едуард VII (англ. Edward VII, за англійською традицією Едвард VII; 9 листопада 1841, Букінгемський палац, Лондон — 6 травня 1910, там само) — король Великої Британії та Ірландії, імператор Індії з 22 січня 1901, австрійський фельдмаршал (1 травня 1904), перший з Саксен-Кобург-Готської (нині Віндзорської) династії.

## Вступ на престол

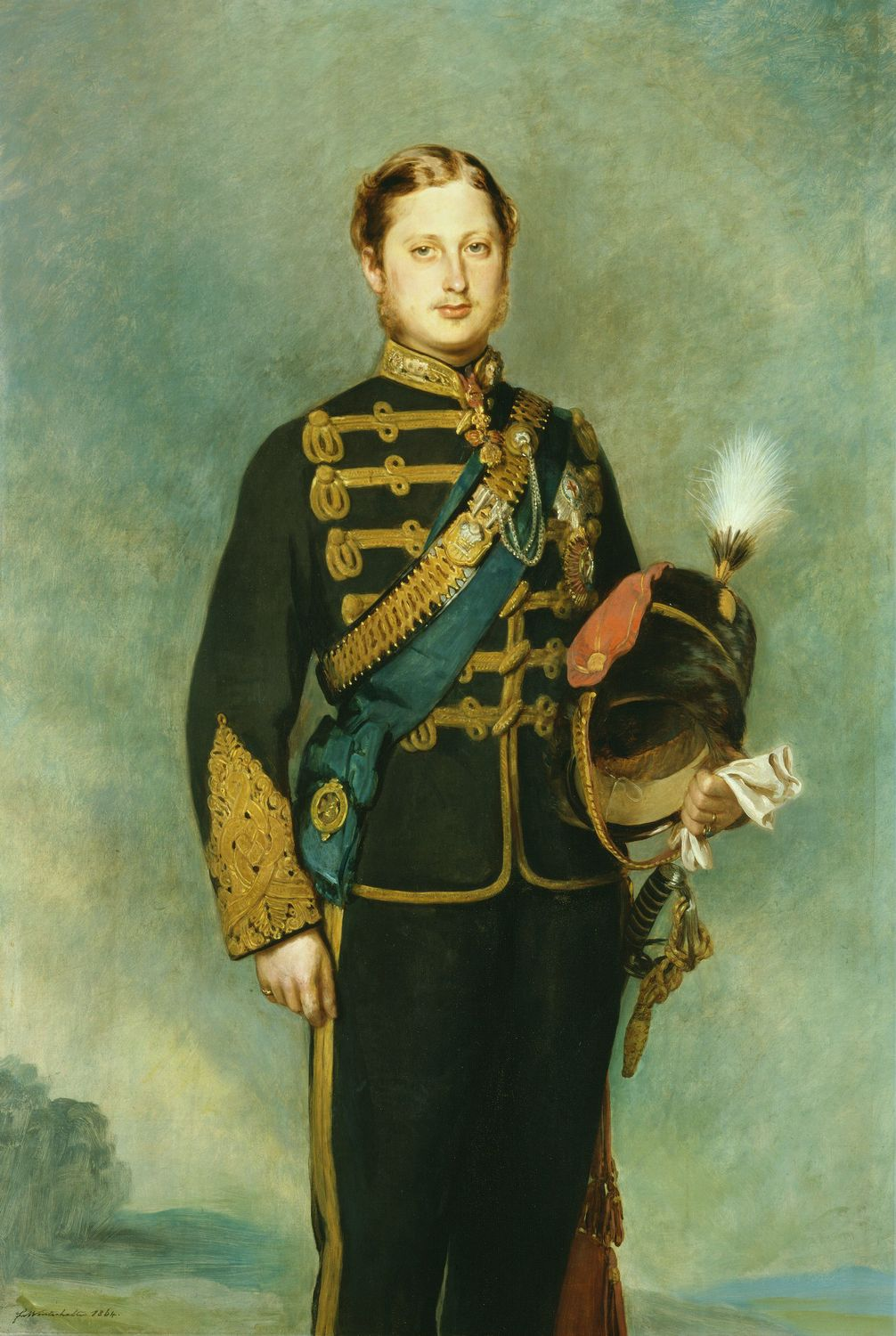
Принц Уельський у 22-річному віці

Старший син королеви Вікторії та принца-консорта Альберта Саксен-Кобург-Готського. Оскільки його мати жила довго, вступив на престол у 59-річному віці; до 2008 року (60-річчя принца Чарльза) був найстарішим принцом Уельським в історії Британії.
Правління Едуарда почалось у січні 1901 року після смерті матері. До сходження на престол принц Уельський був більше відомий під своїм першим ім'ям за хрещенням Альберт (Берті), а мати (на пам'ять про покійного чоловіка) бажала, щоб син царював під ім'ям Альберт-Едуард I. Однак, оскільки королів Британії з іменем Альберт не було (і, що важливіше, багато англійців вважали це ім'я німецьким), не було і прецедентів використання подвійних імен, тронним іменем наступника Вікторії стало друге ім'я — Едуард. Коронація нового монарха була призначена на 26 червня 1902 року, однак за кілька днів до цієї дати король зазнав сильного нападу апендициту, що вимагав негайної операції, тому єдиного разу за всю історію Великої Британії коронацію перенесли, й вона відбулась 9 серпня того самого року.

## Політика

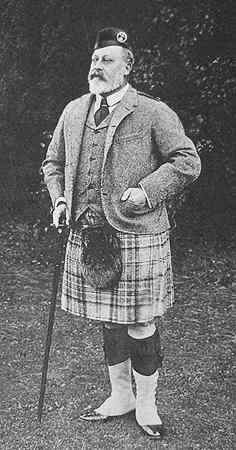
Король у шотландському костюмі. 1904

Мав прізвисько дядько Європи (англ. the Uncle of Europe), оскільки був дядьком кількох європейських монархів, що царювали з ним в один і той самий час, включаючи Миколу II та Вільгельма II.
Король зробив великий особистий внесок до створення Антанти, відвідавши з офіційними візитами Францію (1903) та Росію (1908). Були укладені англо-французька угода, 1904 та англо-російська угода 1907. Хоча ці кроки в історичній перспективі виявились консолідацією сил перед Першою світовою війною, в очах сучасників Едуард VII був «Миротворцем» (the Peacemaker), і як ініціатор франко-російського союзу Олександр III. Саме за його правління почали стрімко погіршуватись стосунки з Німецькою імперією, кайзера Вільгельма II Едуард не любив. У «едвардіанську епоху» в країні стався спалах шпигуноманії, алармізму й германофобії.
Король відіграв значну роль у реформі британського флоту і військово-медичної служби після англо-бурської війни.
«Едвардіанська епоха» ознаменована посиленням політичної активності населення, зростанням соціалізму та фемінізму в Британії, промислово-технічним розвитком.

## Приватне життя
Принц Уельський одружився 10 березня 1863 року з Олександрою, принцесою Данською (1 грудня 1844 — 20 листопада 1925), сестрою російської імператриці Марії Федорівни (Дагмари). Від цього шлюбу народилось шестеро дітей. 

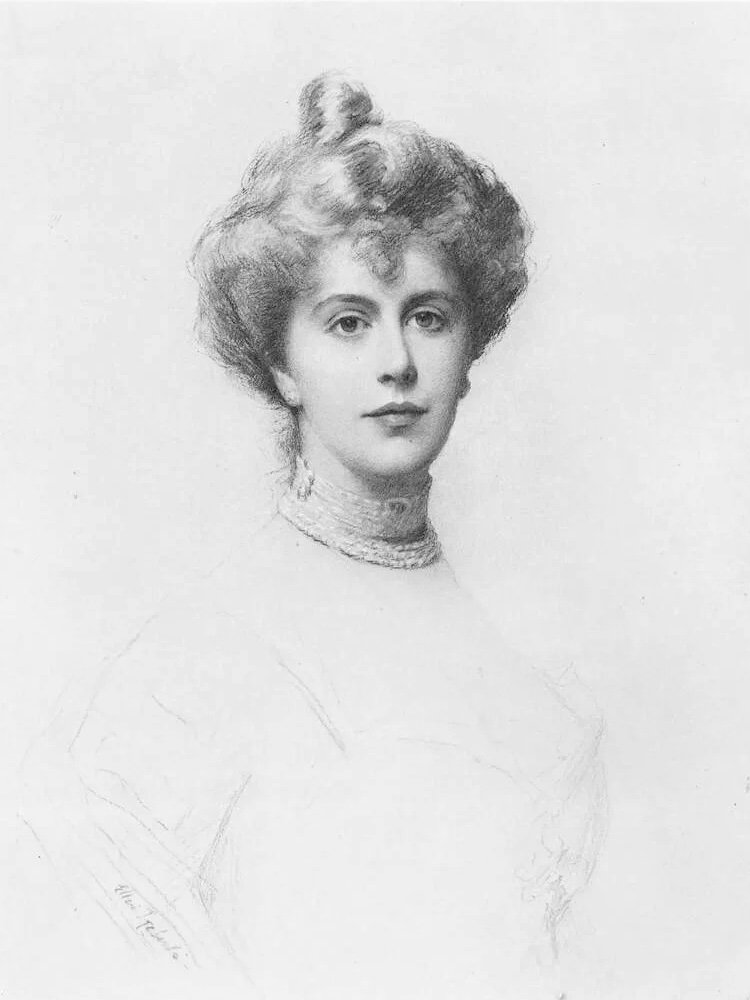
Аліса Кеппел

Будучи принцом Уельським, коли мати практично не допускала його до державних справ, був відомий своїм життєлюбним характером, пристрастю до перегонів, полювання; великий прихильник жінок (серед його фавориток була акторка Сара Бернар), що не шкодило його репутації й не приховувалось від Олександри, яка підтримувала із цими жінками рівні стосунки. Правнучка його останньої коханки, Аліси Кеппел, також стала коханкою (й потім дружиною) принца Уельського — Каміла Паркер Боулз, нинішня дружина короля Чарльза III. Офіційно вважається, що її бабуся народилась від чоловіка Аліси; немає даних про те, щоб Едуард визнавав своїми будь-яких дітей, окрім законних.

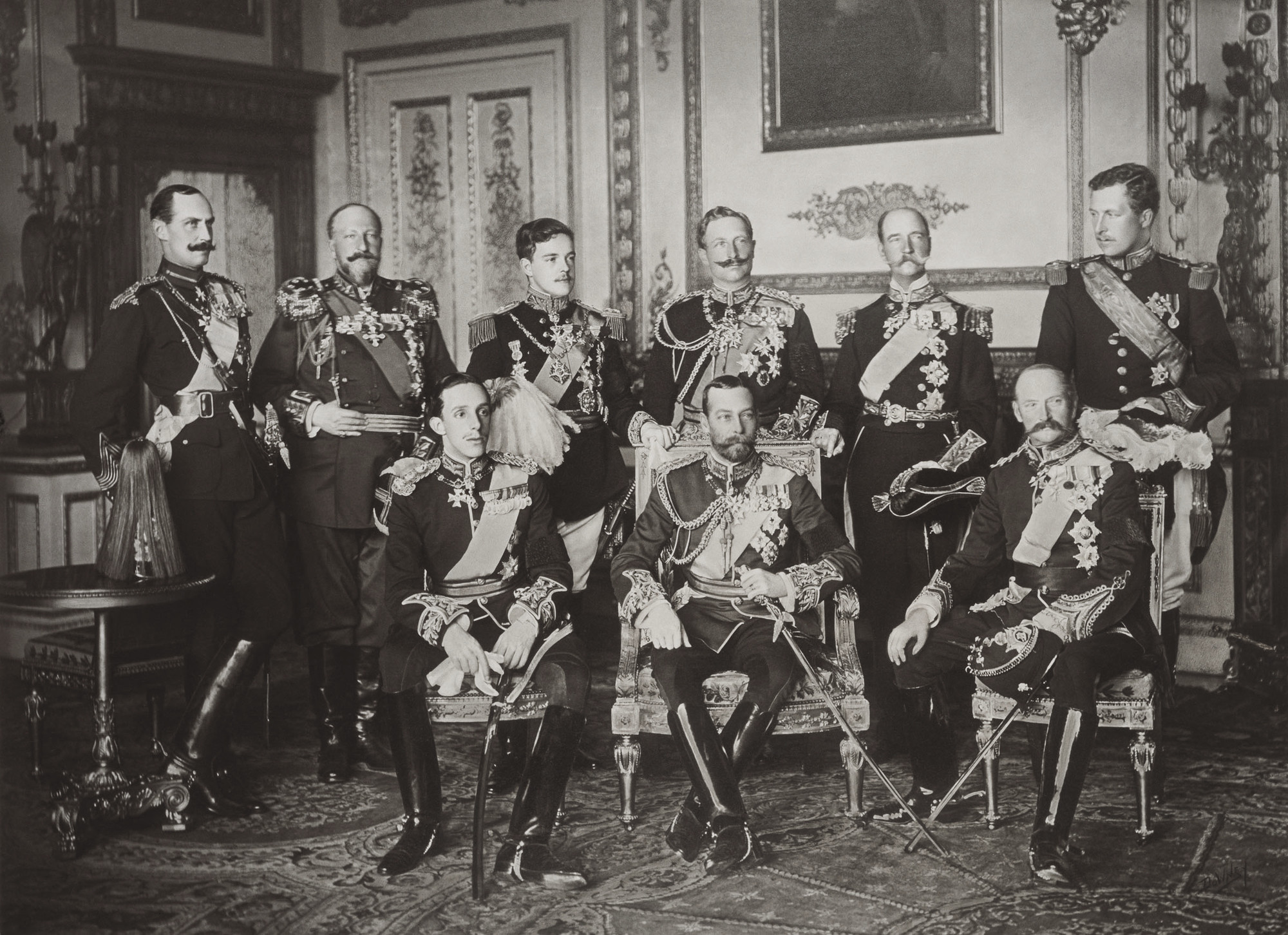
Дев'ять монархів, що були присутні на похороні короля, фото у Віндзорському замку 20 травня 1910. Зліва направо: Гокон VII, король Норвегії, цар Болгарії Фердинанд I Кобург, король Португалії Мануель II, кайзер Вільгельм II(племінник короля Едуарда), король Греції Георг I(брат дружини Едуарда) і король Бельгії Альберт I. Сидять зліва направо: король Іспанії Альфонс XIII, наступник Едуарда Георг V та король Данії Фредерік VIII(брат дружини Едуарда).

Едуард був активним діячем масонства і брав участь у зборах багатьох лож у Британії й на континенті; як і інші британські масони того часу, він не робив таємниці зі своєї участі у цих ложах, та деякі його виступи на масонську тематику були публічними.
У 1908 році Едуард VII відкрив літні Олімпійські ігри в Лондоні.
Мав велику популярність як принц та як король в Англії й за кордоном.

## Родинні зв'язки
Едуарда через сімейні зв'язки з правлячими династіями інших країн називали «дядьком Європи»:
- кайзер Вільгельм II був його племінником
- король Греції Георг I був братом дружини Едуарда
- король Данії Фредерік VIII був другим її братом
- Микола II (російський імператор) був його племінником по лінії матері Марія Федорівна (Марії Софії Фридерики Дагмар), сестри дружини Едуарда
- російська імператриця Олександра Федорівна (дружина Миколи II) була його племінницею
- його дочка була королевою Норвегії
- племінниця Єна була королевою Іспанії
- третя племінниця Марія мала стати королевою Румунії
- король Норвегії також був родичем по данській лінії дружини Едуарда.

## Родина
Дружина — Олександра Данська
Діти:
- Альберт Віктор (1864—1892) — герцог Кларенс;
- Георг (1865—1936) — король Великої Британії Георг V;
- Луїза (1867—1931) — одружена з Олександром, герцогом Файф;
- Вікторія (1868—1935) — одружена не була;
- Мод (1869—1938) — одружена з королем Норвегії Гоконом VII.
- Олександр Джон (1871—1871).